# Chou cavalier
Brassica oleracea var. viridis
Variété
Synonymes
- Brassica oleracea var. acephala DC.

Classification phylogénétique

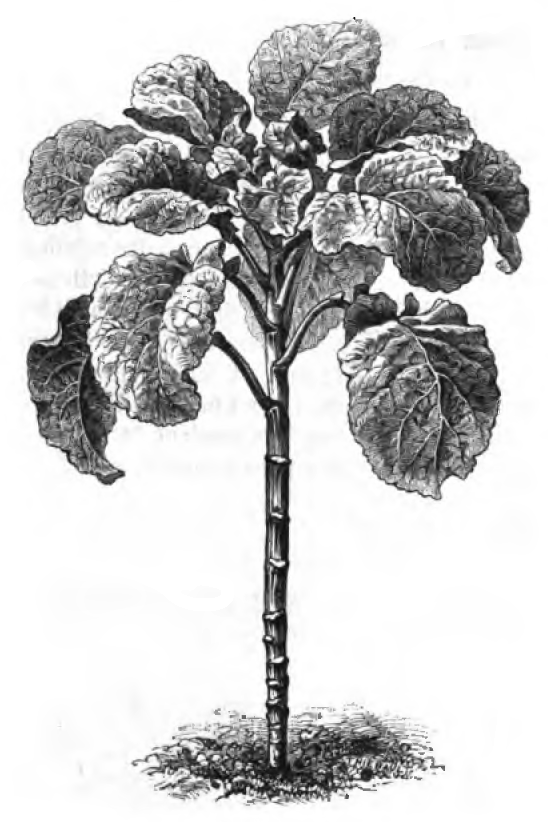
Chou cavalier (Vilmorin-Andrieux 1883).

Le chou cavalier (Brassica oleracea var. viridis L.) fait partie du groupe "Acephala" L. dans lequel plusieurs types de choux sont présents. Il est dénommé en français chou vert, chou cavalier ou chou à vaches.

## Variétés
Le chou cavalier se distingue par sa tige très élevée et ses feuilles lisses qui se récoltent une à une au fur et à mesure des besoins. Certains ont un feuillage plus ou moins rouge. 
Le chou « Géant de Jersey » mesure plus de 1 m et sa tige devient dure.
Plusieurs choux en sont proches : le chou rosette (ou collard au Québec et aux USA) est plus court, le chou galicien ("couve galega" en portugais) est hétérogène avec des feuilles lisses ou frisées ou cloquées, ce chou est le plus utilisé dans la cuisine portugaise notamment dans la soupe caldo verde. Le chou « à feuilles de chêne » a des feuilles lobées/
Le chou cavalier peut aussi être appelé  caulet, chou en arbre, chou fourrager, chou vert, Collard aux États-Unis et garbure (comme le nom de la soupe qui en contient dans le Sud-Ouest de la France)…